# Woświn
Der Woświn (deutsch Wothschwiensee) ist ein Binnensee in der Woiwodschaft Westpommern in Polen.
Der See liegt in Hinterpommern, etwa 60 Kilometer östlich von Stettin. Er hat die Form eines Rinnensees, ist 9,5 Kilometer lang und im Süden bis zu 2 Kilometer breit. Am Ufer umgibt ein Gürtel aus Laubwald den See. Unmittelbar am See liegen nur die Orte Trzebawie (Altenfließ) und Cieszyno (Teschendorf) am Ostufer sowie Oświno (Marienhagen) am Westufer, ferner die Wüstung Schwerinshof.
Zu den Zuflüssen des Sees gehört im Süden der Dolgenbach. Der Abfluss ist im Nordosten der Oberbach, der in den nahe gelegenen Mellensee führt und von dort als Ukleja (Ückeley) weiter nach Norden fließt.
Aus vorgeschichtlicher Zeit existieren slawische Burgwälle am Südufer und auf einer Landzunge namens Teufelsdamm. Die erste Nennung des Sees stammt aus dem Jahre 1284, als der pommersche Herzog Bogislaw IV. dem Kloster Dünamünde den Besitz des damals Woswin genannten Sees bestätigte.
Später, wohl ab dem 14. Jahrhundert, gelangte der See in den Besitz der adligen Familie von Wedel. Jedenfalls seit dem 18. Jahrhundert und bis 1945 gehörte er zu den umliegenden, der Familie Wedel gehörenden Gütern Schwerin, Mellen, Altenfließ, Vehlingsdorf und Marienhagen. Seit 1818 lag der See im Gebiet des Kreises Regenwalde.
1859 wurde am Südrand des Sees die Bahnstrecke Stargard–Danzig errichtet. In diesem Zuge wurde der Wasserspiegel des Sees abgesenkt, so dass der See seitdem an dem neu gebauten Bahndamm endet.
Nach 1945 kam der See, wie ganz Hinterpommern, an Polen. Er erhielt den polnischen Namen Woświn, der nach dem historischen, aus dem 13. Jahrhundert überlieferten Namen Woswin gebildet wurde.